# The Chordettes
The Chordettes est un quartet vocal féminin américain formé en 1946 à Sheboygan dans le Wisconsin. Chantant souvent a cappella, elles sont des habituées du show télévisé d'Arthur Godfrey à partir de 1949. En 1953, elles suivent Archie Bleyer, directeur musical de l'émission, lorsqu'il fonde la maison de disques Cadence. Leurs plus célèbres chansons sont Mr. Sandman (1954) et Lollipop (1958).

## Membres du quartet
Le quartet est formé en 1946 à Sheboygan, dans le Wisconsin, par l'alto Janet Ertel (it) (née Buschmann le 21 septembre 1913), les mezzo-sopranos Carol Buschmann (née Hagedorn, belle-sœur de la précédente) et Dorothy Schwartz (née  Hummitzsch, le 18 février 1927) à la mélodie, et la soprano Jinny Osborn (en) (née Jennifer Cole, le 25 avril 1927).
En 1952, Dorothy Hummitzsch se marie et, alors qu'elle est enceinte, décide de quitter le groupe. Elle est remplacée par Lynn Evans (qui, mariée, prendra le nom de Lynn Mand). En 1953, Jinny Osborn, enceinte à son tour, est remplacée par Margie Needham. Fin 1953, Janet Ertel épouse Archie Bleyer.
Peu après l'enregistrement en studio du célèbre Lollipop, au printemps 1958, Nancy Overton (en), de son nom de jeune fille Anne « Nancy » Swain (née le 6 février 1926 à Port Washington, dans l’État de New York), reprend la voix d'alto du groupe. Jusque-là membre du groupe The Heathertones (en), elle avait enregistré avec Benny Goodman et Tommy Dorsey, et était mariée depuis 1946 au pianiste de jazz Hall Overton.

## Carrière
D'abord interprètes de musique folk dans la veine des Weavers de Greenwich Village, elles adoptent peu à peu un nouveau type d'harmonisation, le barbershop ou « harmonie serrée. » 
Elles obtiennent une des plus grosses ventes de l'année 1954 avec le titre Mr. Sandman écrit par Pat Ballard. Il se classe no 1 des hits parades américains et no 11 au Royaume-Uni. Ce morceau sera repris par des dizaines d'artistes, notamment par The Andrews Sisters, Chet Atkins, Chuck Berry, Diana Ross and The Supremes, The Four Aces (en), Marvin Gaye, Emmylou Harris avec Dolly Parton et Linda Ronstadt, The Puppini Sisters, etc. En France, il a servi bien plus tard de générique institutionnel du groupe Auchan et a été adapté en duo par les rappeurs Alpha Wann et Nekfeu du groupe 1995 pour leur chanson "Monsieur Sable". Il est aussi le titre phare de la bande originale du film Mr Nobody de Jaco Van Dormael et Cry Baby de John Waters.
Les Chordettes obtiennent également une seconde place des charts en 1958 avec Lollipop. Elles enchaînent en 1959 avec une version du thème de la série télévisée Zorro (no 17 aux États-Unis) et en 1961 avec la chanson du film Never on Sunday (no 13 aux États-Unis). Contrairement à une impression répandue, Les Chordettes ne sont donc pas le groupe d'un seul tube. Elles ont également atteint les charts avec Eddie My Love (no 14 aux États-Unis), Born to Be With You (no 5 aux États-Unis), Lay Down Your Arms en 1956, et Just Between You and Me (no 8 aux États-Unis) en 1957. Leur version de The White Rose Of Athens se classe également dans le Top 15 australien en 1962.
Le groupe se sépare en 1965. Lynn Mand devient enseignante d'école primaire à Brentwood (New York) où elle enseignera jusqu'en 1990 ; elle meurt le 6 février 2020. Janet Ertel, dont la fille (Jackie) a épousé Phil Everly, du groupe The Everly Brothers, meurt le 4 novembre 1988. Jinny Osborn meurt le 19 mai 2003 et Nancy Overton le 8 avril 2009.
Le groupe entre au musée du Vocal Group Hall of Fame (en) en 2001.

## Discographie

### Albums
- Harmony Time (1951)
- Harmony Encores (en) (1952)
- The Chordettes Sing Your Requests (en) (1954)
- Close Harmony (1955)
- The Chordettes (1957)
- Listen (1957)
- Drifting and Dreaming (1959)
- Never On Sunday (1962)

### Singles
| Année | Single                      | Meilleur classement | Meilleur classement | Meilleur classement | Meilleur classement |
| Année | Single                      | U.S.                | U.S. R&B            | U.S. AC             | UK                  |
| ----- | --------------------------- | ------------------- | ------------------- | ------------------- | ------------------- |
| 1954  | Mr. Sandman                 | 1                   |                     |                     | 11                  |
| 1956  | The Wedding                 | 91                  |                     |                     |                     |
| 1956  | Eddie My Love (en)          | 14                  |                     |                     |                     |
| 1956  | Born To Be With You (en)    | 5                   |                     |                     | 8                   |
| 1956  | Lay Down Your Arms (en)     | 16                  |                     |                     |                     |
| 1956  | Teen Age Goodnight          | 45                  |                     |                     |                     |
| 1957  | Just Between You and Me     | 8                   |                     |                     |                     |
| 1957  | Soft Sands                  | 73                  |                     |                     |                     |
| 1958  | Lollipop                    | 2                   | 3                   |                     | 6                   |
| 1958  | Zorro                       | 17                  |                     |                     |                     |
| 1959  | No Other Arms No Other Lips | 27                  |                     |                     |                     |
| 1959  | A Girl's Work Is Never Done | 89                  |                     |                     |                     |
| 1960  | A Broken Vow                |                     |                     |                     |                     |
| 1961  | Never On Sunday             | 13                  |                     | 4                   |                     |
| 1961  | Faraway Star                | 90                  |                     |                     |                     |